# 老约翰·B·凯利
老约翰·B·凯利（英語：John B. Kelly Sr.，1889年10月4日—1960年6月20日），美国男子赛艇运动员。他曾代表美国参加1920年和1924年夏季奥林匹克运动会赛艇比赛，获得三枚金牌。

## 家庭
儿子小约翰·B·凯利。
女兒格蕾丝·凯利